# BMW 4 Серії (F32)
Перше покоління BMW 4 серії складається з BMW F32 (версія купе), BMW F33 (версія кабріолет) і BMW F36 (п'ятидверна версія ліфтбек, яка продається як «Gran Coupé»). Компактні автомобілі представницького класу F32/F33/F36 випускалися з 2014 по 2020 роки, і їх часто називають F32.
F32 був представлений як наступник моделей E92/E93 купе/кабріолет серії 3 п'ятого покоління. F32 вироблялась разом із F30 3 Серії і має багато спільних функцій. Як і F30 3 Серії, F32/F33/F36 оснащено бензиновими та дизельними двигунами з турбонаддувом із 3 циліндрами (тільки бензинові), 4 циліндрами та 6 циліндрами.
Високопродуктивні моделі F82/F83 M4 були представлені на початку 2014 року. Вони оснащені рядним шестициліндровим двигуном S55 з турбонаддувом.

## Розробка та запуск
Офіційні деталі «Concept 4 Серії» були оприлюднені в грудні 2012 року, де детально описується намір замінити купе E92 3 Серії на нову лінію 4 Серії. У 2013 році концепт-кар (під назвою Concept 4 Серії Купе) був представлений на Північноамериканському міжнародному автосалоні. Концепт-кар був розроблений Вон Кю Каном.
У порівнянні з попередником E92, колісна база F32 на 50 мм (2,0 дюйма) довший, загальна довжина збільшилась на 31 мм (1,2 дюйма), а ширина збільшена на 44 мм (1,7 дюйма). Ширина передньої колії становить 1 545 мм (60,8 дюймів), а ширина задньої колії становить 1 593 мм (62,7 дюйма), збільшилась на 45 мм (1,8 дюйма) і 80 мм (3,1 дюйма) відповідно.

## Стилі кузова

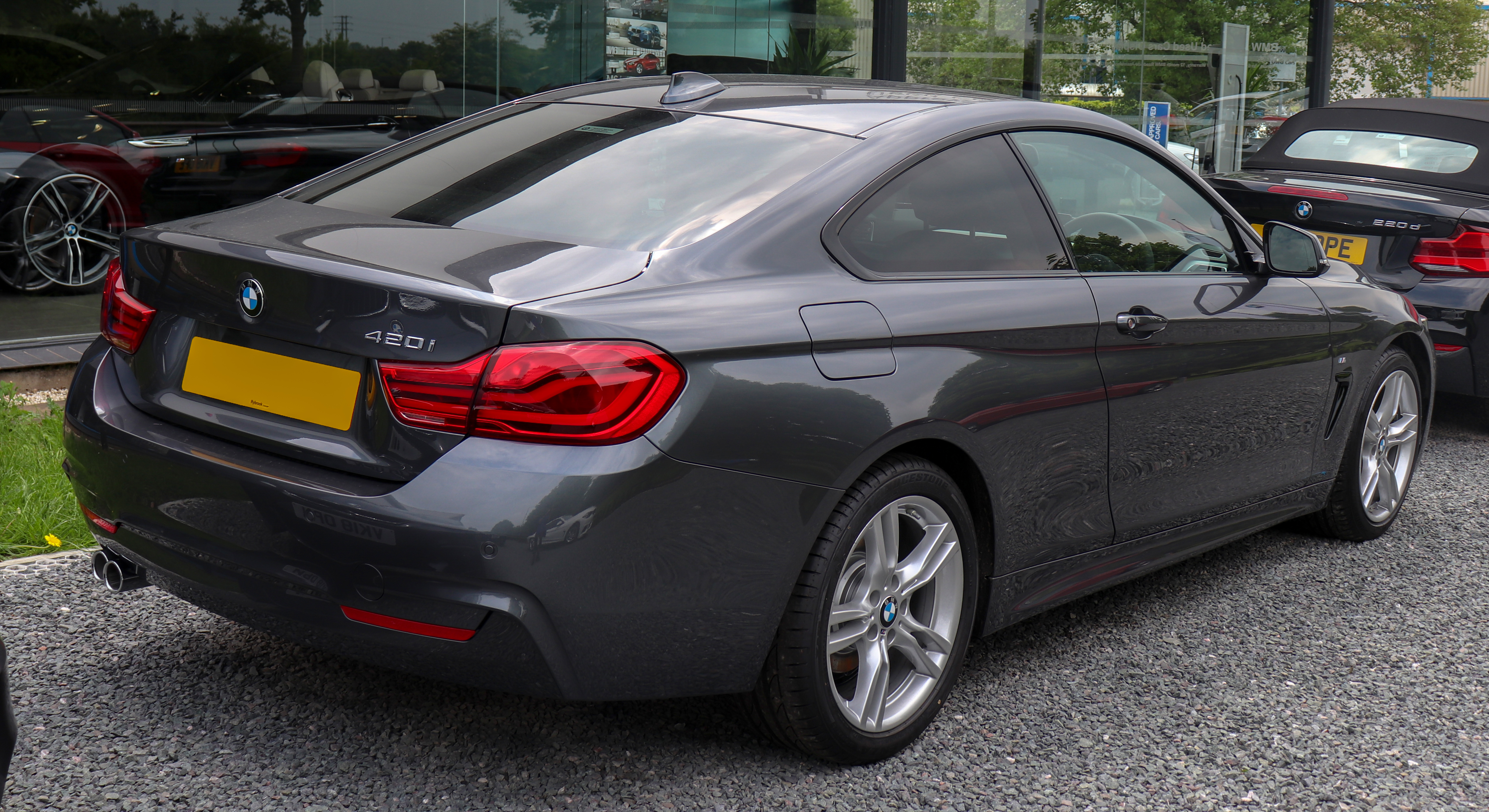
F32 купе
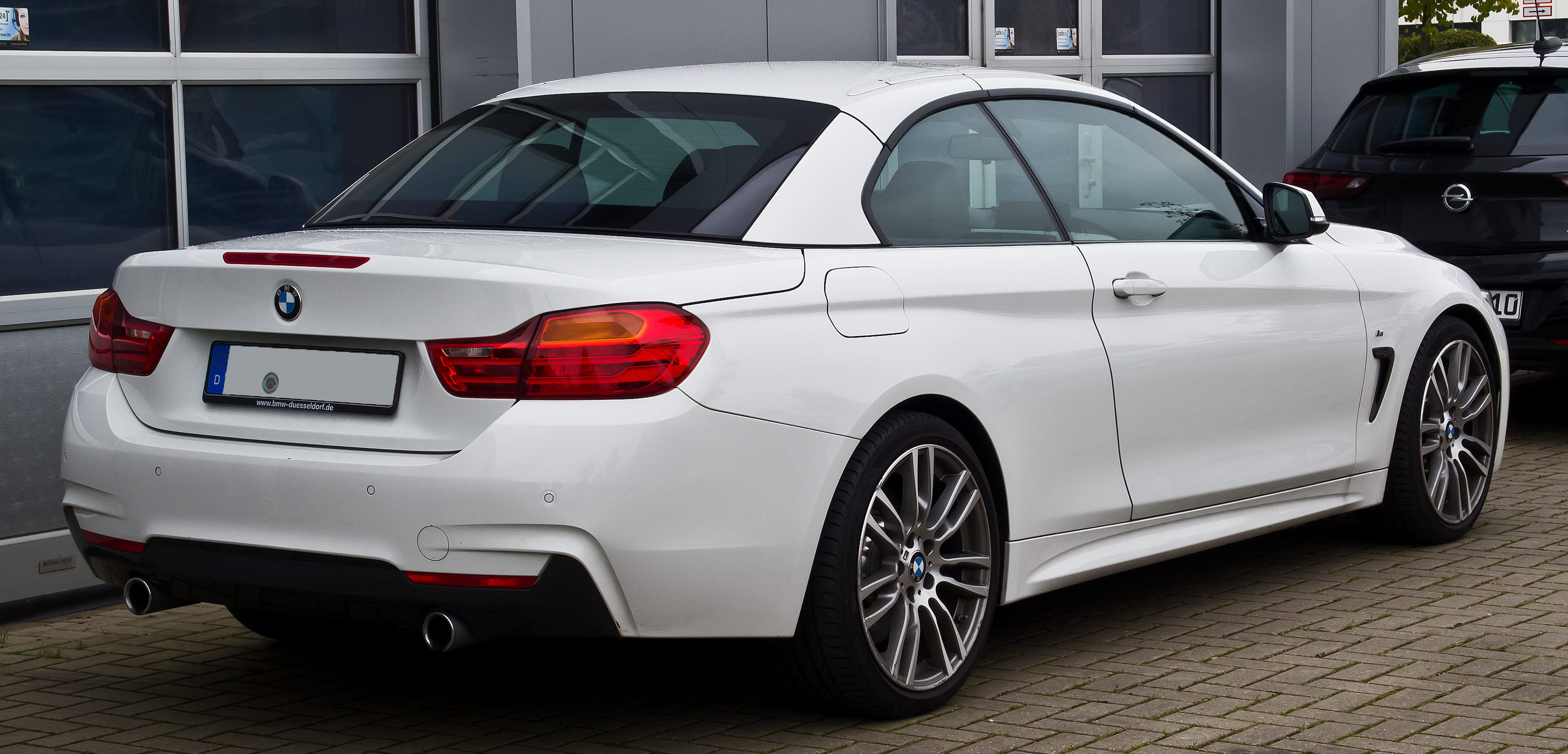
Кабріолет F33
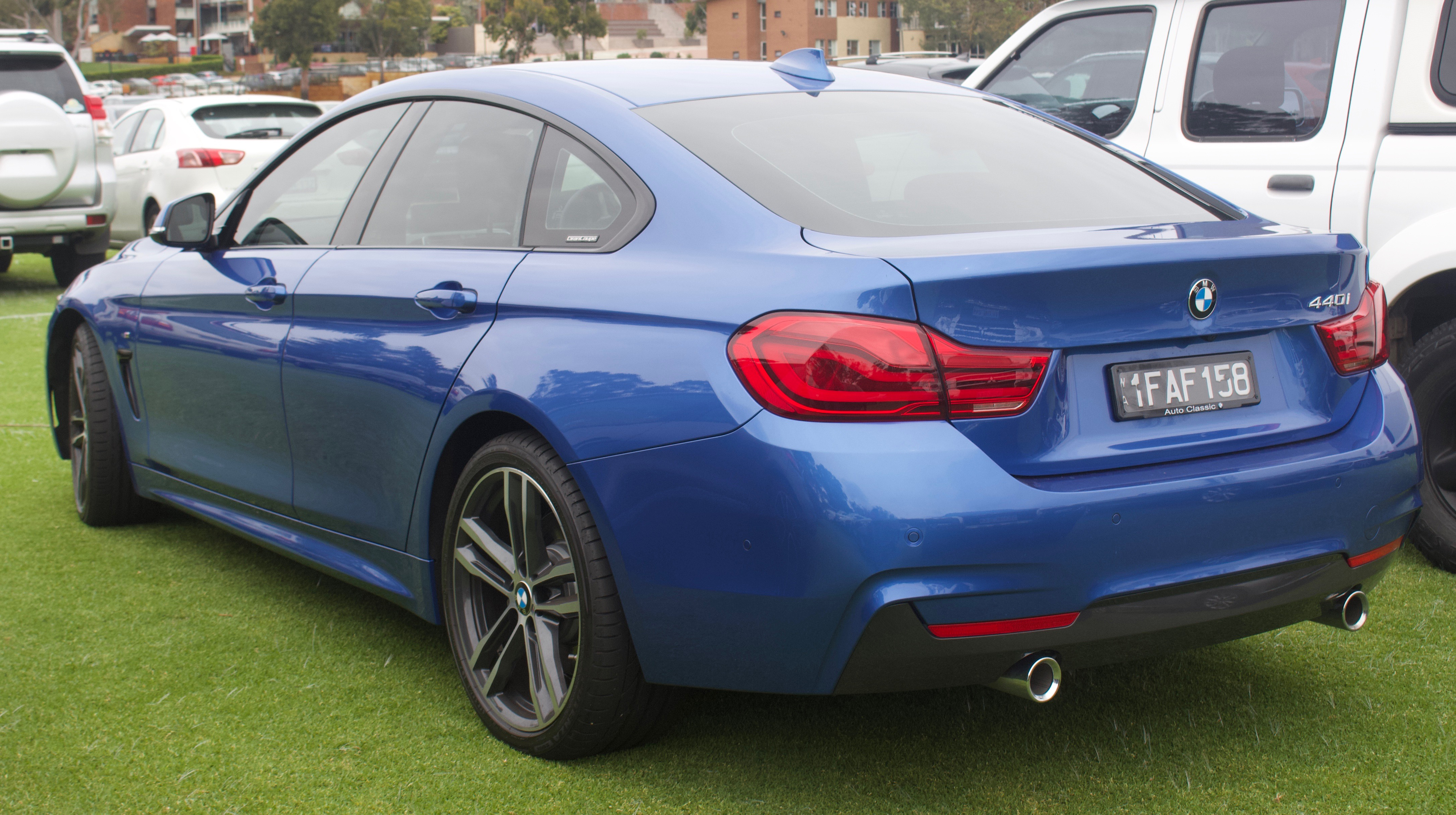
F36 Гран Купе

### Купе (F32)
Моделі купе були представлені у вересні 2013 року на автосалоні у Франкфурті. Провідним дизайнером купе F32 був Ніколя Юет.
Вихідні моделі складалися з бензинових 428i і 435i, а також дизельної 420d. У решті 2013 року були додані наступні моделі: 420i, 420d, 425d, 430d і 435d. У 2014 році додалася модель 418d. Більшість моделей були доступні з повним приводом («xDrive»).

### Кабріолет (F33)
Кузов кабріолет був представлений на Токійському автосалоні 2013 року, а потім на Автосалоні у Лос-Анджелесі 2013 року.
Його міжнародний запуск відбувся в Лас-Вегасі в січні 2014 року. Початковими моделями були 428i і 435i з бензиновими двигунами, а також 420d з дизельним двигуном. Повний привід (xDrive) став доступним через кілька місяців після запуску.
Як і його попередник, F33 має висувний жорсткий дах із трьох частин. Він включає шумопоглинальну обшивку стелі та повітряні завіси. Вітровий дефлектор і грілки для шиї були доступні опцією.

### Гран Купе (F36)
4 Series Gran Coupé було представлено на Женевському автосалоні 2014 року, а потім на Нью-Йоркському міжнародному автосалоні 2014 року та 13-й Пекінській міжнародній автомобільній виставці 2014 року. Виробництво Gran Coupé почалося на заводі в Дінгольфінгу в липні 2014 року.
Як і більша 6 серія Гран Купе (F06), F36 має стиль купе з задньою частиною фастбек. Однак у F36 також є C-стійка, розташована за задніми дверима. У порівнянні з седаном F30, F36 має на 13 мм (0,5 дюйма) менший простір над головою та той самий об'єм багажника. Зі складеними задніми сидіннями F36 має вантажний об'єм 1300 л (45,9 кубічних футів).
Початковими моделями були 420i, 428i і 435i з бензиновими двигунами, а також 418d і 420d з дизельними двигунами. 435i Гран Купе приблизно на 91 кг (200 фунтів) важче, ніж аналогічний седан F30 335i.

## Обладнання

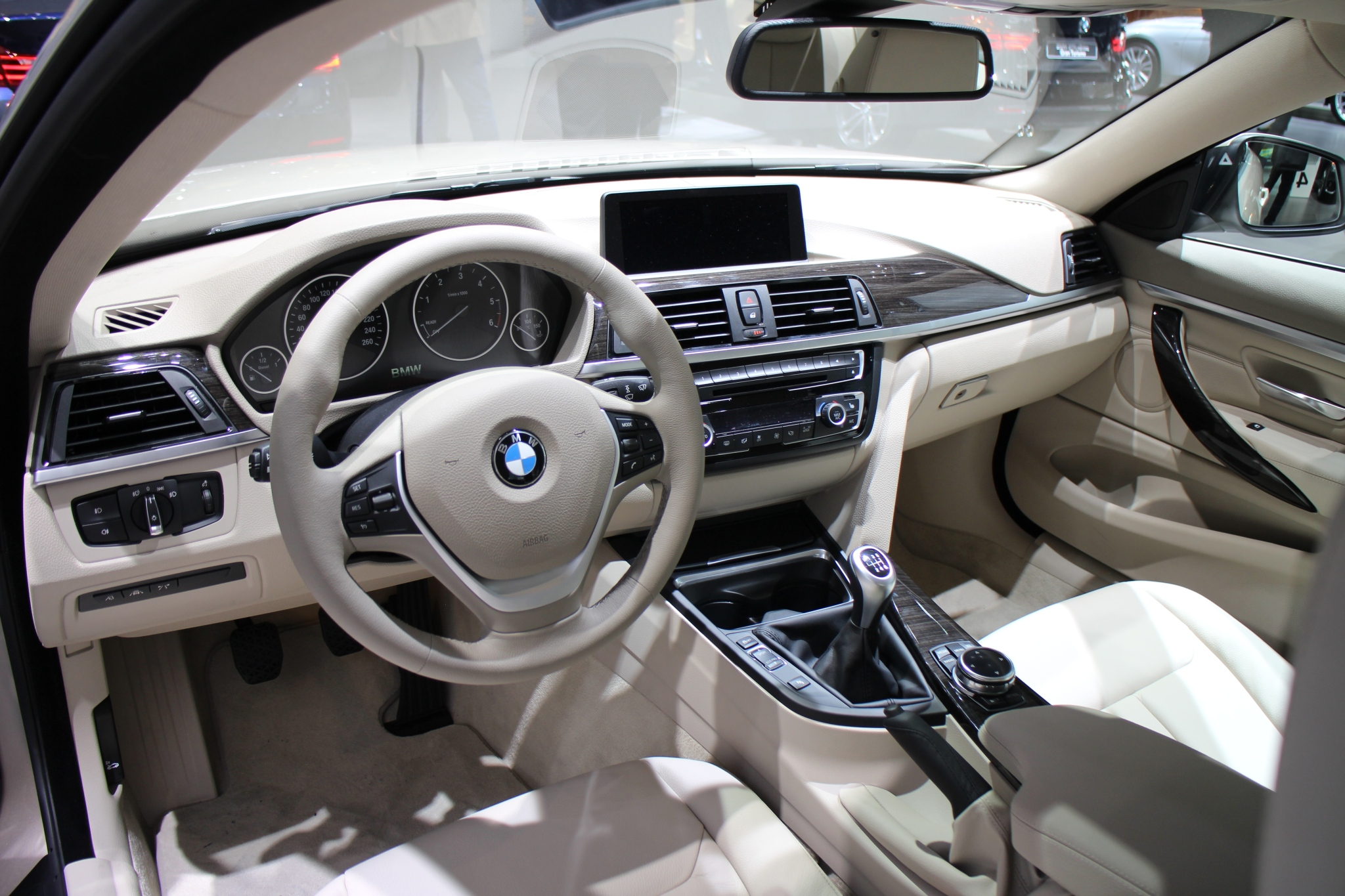
Інтер'єр

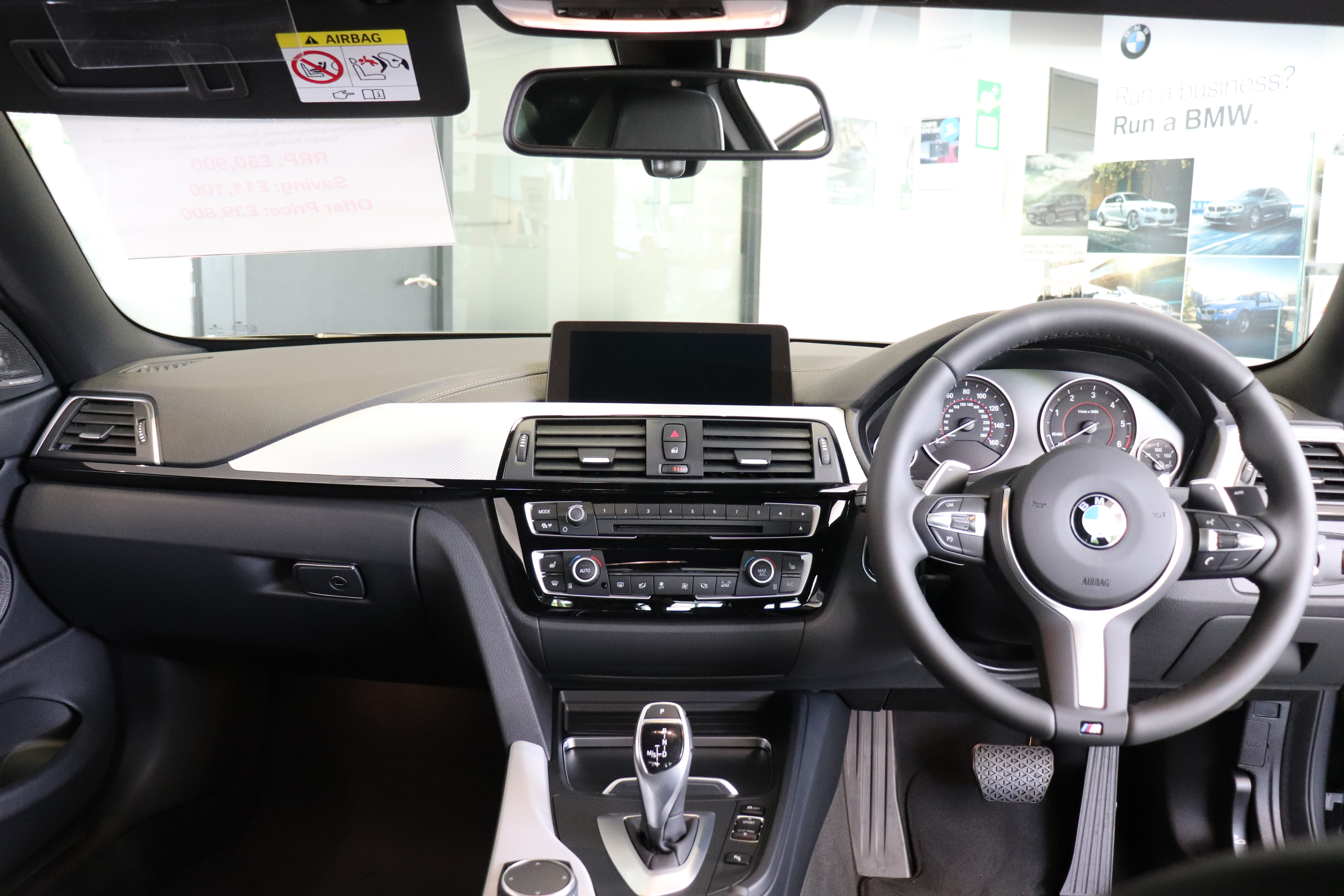
Інтер'єр (оздоблення M Sport)

Доступне обладнання включає проекційний дисплей, 8-ступінчасту автоматичну коробку передач і світлодіодні фари.
Додаткові «BMW M Performance Parts» були представлені на Франкфуртському автосалоні 2013 року. Доступні оновлення включали вихлопну систему, оновлення потужності, обвіс, диференціал підвищеного тертя, кермо та оздоблення салону.

## Двигуни

### Бензинові
| Модель                 | Років          | Двигун                  | Потужність                              | Крутний момент                             |
| ---------------------- | -------------- | ----------------------- | --------------------------------------- | ------------------------------------------ |
| 418i                   | 2016–2019 роки | 1,5 л B38 турбо I3      | 100 кВт (134 к. с.) при 4400–6000 об/хв | 220 Н⋅м (162 фут⋅фунт) при 1250–4300 об/хв |
| 420i                   | 2014–2016 роки | 2,0 л N20 турбо I4      | 135 кВт (181 к. с.) при 5000–6250 об/хв | 270 Н⋅м (199 фут⋅фунт) при 1250–4500 об/хв |
| 420i                   | 2016–2019 роки | 2,0 л B48 турбо I4      | 135 кВт (181 к. с.) при 5000–6500 об/хв | 290 Н⋅м (214 фут⋅фунт) при 1350–4600 об/хв |
| 428i                   | 2013–2016 роки | 2,0 л N20 турбо I4      | 180 кВт (241 к. с.) при 5000–6000 об/хв | 350 Н⋅м (258 фут⋅фунт) при 1250–4800 об/хв |
| 430i                   | 2016–2019 роки | 2,0 л B48 турбо I4      | 185 кВт (248 к. с.) при 5250–6500 об/хв | 350 Н⋅м (258 фут⋅фунт) при 1450–4800 об/хв |
| 435i                   | 2013–2016 роки | 3,0 л N55 турбо I6      | 225 кВт (302 к. с.) при 5800–6500 об/хв | 400 Н⋅м (295 фут⋅фунт) при 1200–5000 об/хв |
| 440i                   | 2016–2019 роки | 3,0 л B58 турбо I6      | 240 кВт (322 к. с.) при 5500–6500 об/хв | 450 Н⋅м (332 фут⋅фунт) при 1380–5000 об/хв |
| M4                     | 2013–2019 роки | 3,0 л S55 твін-турбо I6 | 317 кВт (425 к. с.) при 5600–7300 об/хв | 550 Н⋅м (406 фут⋅фунт) при 1800–5500 об/хв |
| M4 Competition Package | 2016–2019 роки | 3,0 л S55 твін-турбо I6 | 331 кВт (444 к. с.) при 7000 об/хв      | 550 Н⋅м (406 фут⋅фунт) при 1800–5500 об/хв |
| M4 CS                  | 2017–2019 роки | 3,0 л S55 твін-турбо I6 | 338 кВт (453 к. с.) при 6250–7000 об/хв | 600 Н⋅м (443 фут⋅фунт) при 4000–5380 об/хв |
| M4 GTS                 | 2016 рік       | 3,0 л S55 твін-турбо I6 | 368 кВт (493 к. с.) при 6250 об/хв      | 600 Н⋅м (443 фут⋅фунт) при 4000–5000 об/хв |

### Дизельні
| Модель | Роки           | Двигун                  | Потужність                         | Крутний момент                             |
| ------ | -------------- | ----------------------- | ---------------------------------- | ------------------------------------------ |
| 418d   | 2014–2019 роки | 2,0 л N47 турбо I4      | 105 кВт (141 к. с.) при 4000 об/хв | 300 Н⋅м (221 фут⋅фунт) при 1750–3000 об/хв |
| 418d   | 2015–2019 роки | 2,0 л B47 турбо I4      | 110 кВт (148 к. с.) при 4000 об/хв | 320 Н⋅м (236 фут⋅фунт) при 1500–3000 об/хв |
| 420d   | 2013–2015 роки | 2,0 л N47 турбо I4      | 135 кВт (181 к. с.) при 4000 об/хв | 380 Н⋅м (280 фут⋅фунт) при 1750—2750 об/хв |
| 420d   | 2015–2019 роки | 2,0 л B47 турбо I4      | 140 кВт (188 к. с.) при 4000 об/хв | 400 Н⋅м (295 фут⋅фунт) при 1750—2500 об/хв |
| 425d   | 2014–2016 роки | 2,0 л N47 твін-турбо I4 | 160 кВт (215 к. с.) при 4400 об/хв | 450 Н⋅м (332 фут⋅фунт) при 1500—2500 об/хв |
| 425d   | 2016–2019 роки | 2,0 л B47 твін-турбо I4 | 165 кВт (221 к. с.) при 4400 об/хв | 450 Н⋅м (332 фут⋅фунт) при 1500–3000 об/хв |
| 430d   | 2014–2019 роки | 3,0 л N57 турбо I6      | 190 кВт (255 к. с.) при 4000 об/хв | 560 Н⋅м (413 фут⋅фунт) при 2000—2750 об/хв |
| 435d   | 2014–2019 роки | 3,0 л N57 твін-турбо I6 | 230 кВт (308 к. с.) при 4400 об/хв | 630 Н⋅м (465 фут⋅фунт) при 1500—2500 об/хв |

## Версія M4

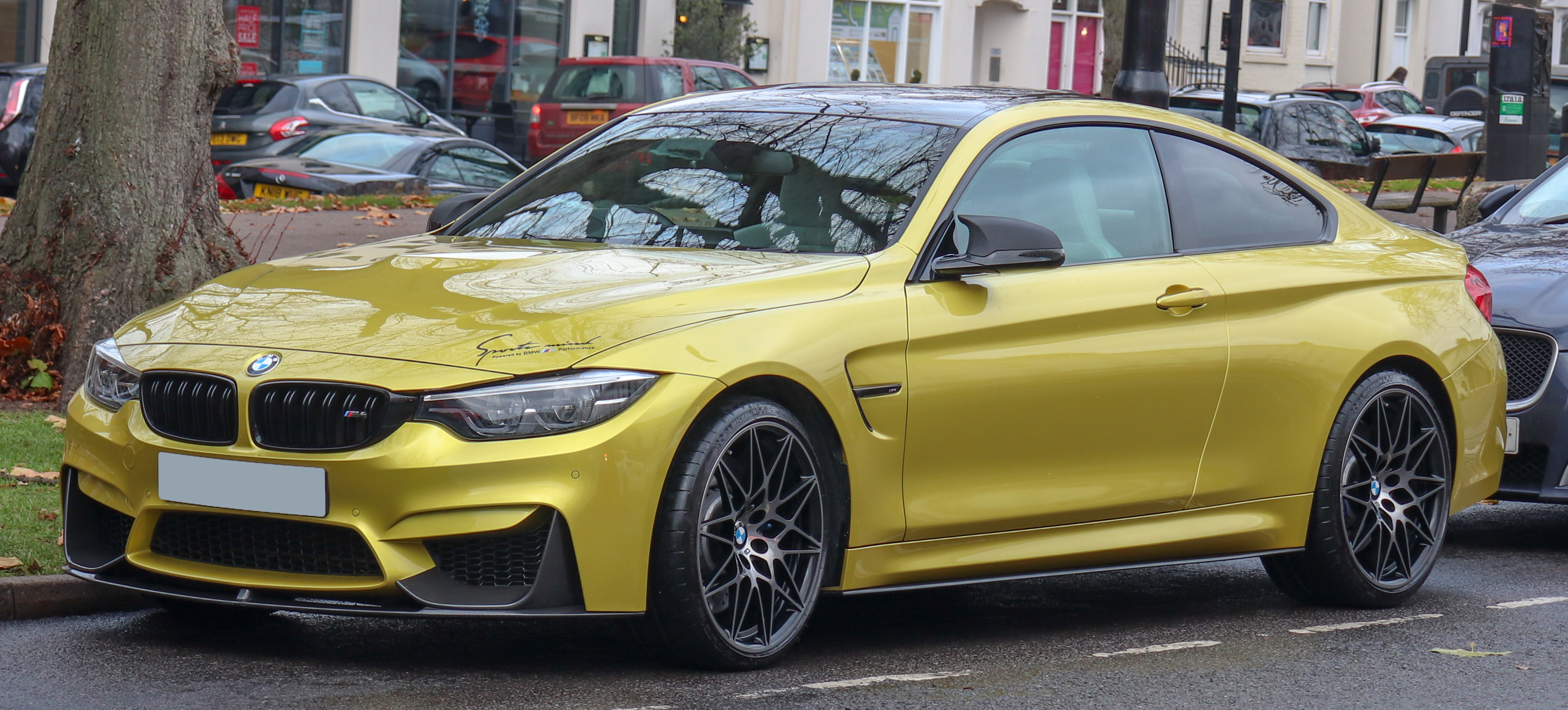
M4 купе (F82)

До 2014 року моделі BMW M використовували ті самі коди моделей, що й решта модельного ряду. Однак покоління F32/F33/F36 було одним із перших, де моделі M використовують окремі коди моделей: F82 для купе та F83 для кабріолета.
F82/F83 M4 оснащений рядним шестициліндровим двигуном S55 з подвійним турбонаддувом і потужністю 317 кВт (425 к.с.) і 550 Н·м (406 фунтів·фут). Коробка передач — або 6-ступінчаста механічна (з перемиканням дросельної заслінки при зниженні передачі), або 7-ступінчаста коробка передач з подвійним зчепленням (M-DCT).
M4 також оснащено диференціалом підвищеного тертя з електронним керуванням, електричним кермом, додатковими болтовими з'єднаннями між підрамником осі та порогами кузова, алюмінієвою пластиною жорсткості та п'ятиважільною задньою підвіскою, виготовленою з алюмінію. Вуглецеве волокно використовується для виготовлення даху, кришки багажника, опори стійки та приводного валу. Незвичайним є те, що підрамники підвіски безпосередньо з'єднані з шасі без гумових втулок. Додатковий проекційний дисплей оснащений додатковими спеціальними функціями M, такими як індикація передач, тахометр та індикатор оптимального перемикання передач.
Концептуальна версія M4 Coupé була представлена на Pebble Beach Concours d'Elegance 15 серпня 2013 року після того, як серійна версія була представлена на Північноамериканському міжнародному автосалоні 13 січня 2014 року.
Серійну версію кабріолета M4 також було представлено на Нью-Йоркському міжнародному автосалоні 2014 року.

## Версія Альпіна
Моделі Альпіна В4 (бензин) і Альпіна D4 (дизель) базувалися на F32.

## Зміни модельного року

### 2016 рік
- Обмежена серія моделі 435i ZHP Coupé випущена в США[52].
- Оновлені двигуни разом із моделями F30 3 серії LCI.
  - Модель 440i замінює 435i, а модель 430i замінює 428i.
  - Представлена модель 425d[53]

### 2017 фейсліфтинг
Зміни підтяжки обличчя (LCI) були представлені 16 січня 2017 року. з першими фотографіями оновленого купе (F32 LCI), показаного в новому кольорі Snapper Rocks Blue (бірюзово-синій), і кабріолета (F33 LCI). Показано також у новому кольорі Sunset Orange (яскраво-помаранчевий). Модель Gran Coupé (F36 LCI) була показана в сріблястому кольорі. Основні зміни включають:
- Зміни зовнішнього дизайну, включаючи оновлені світлодіодні фари, задні ліхтарі та бампери[58]
- Зміни в дизайні інтер'єру, включаючи оновлену систему iDrive (версія 6.0)[59]
- Перероблена більш жорстка підвіска на моделях Купе та Гран Купе[60]
- Нові додаткові варіанти обробки, дисків і зовнішнього кольору[61]

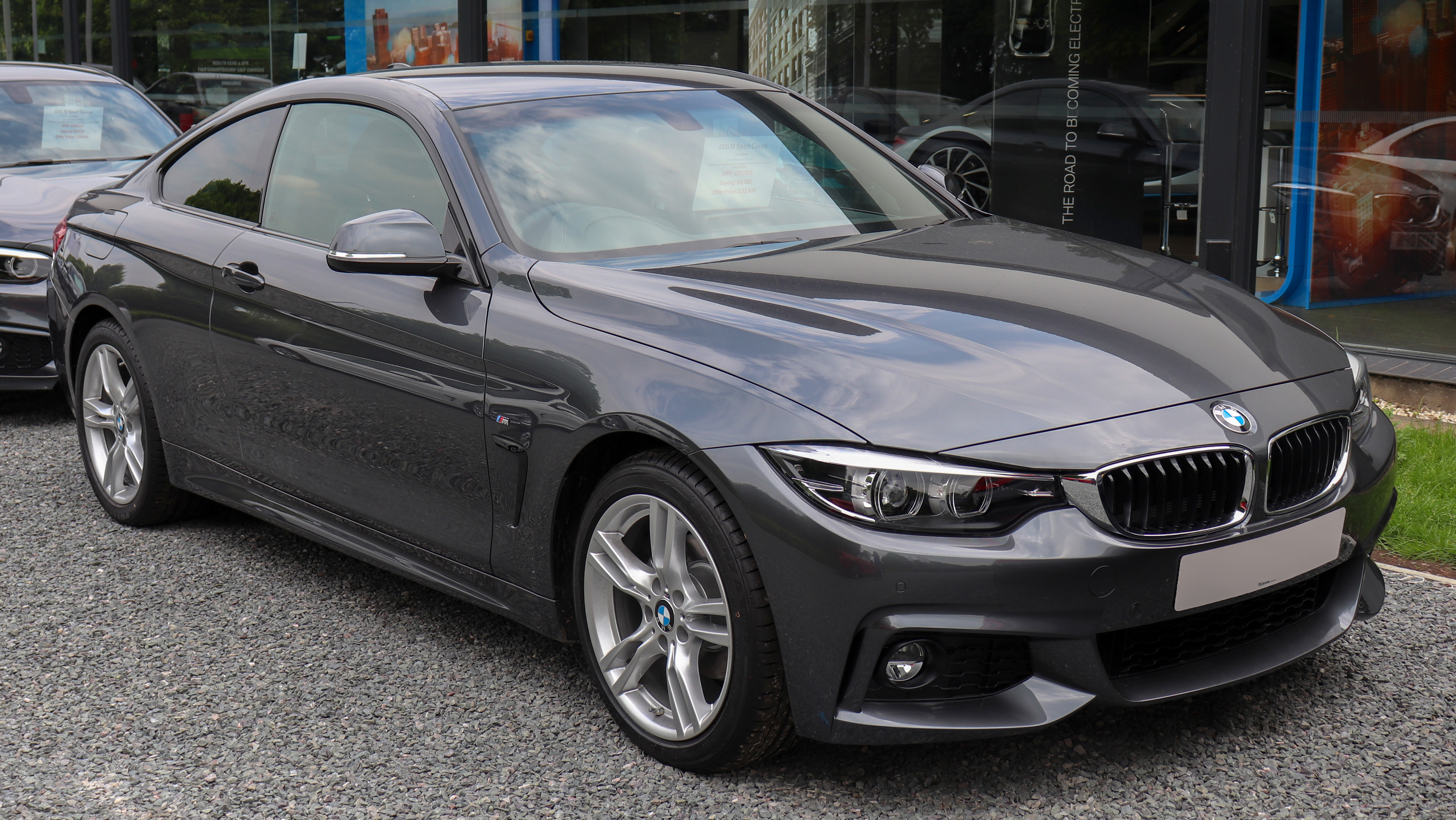
Купе після рестайлінгу
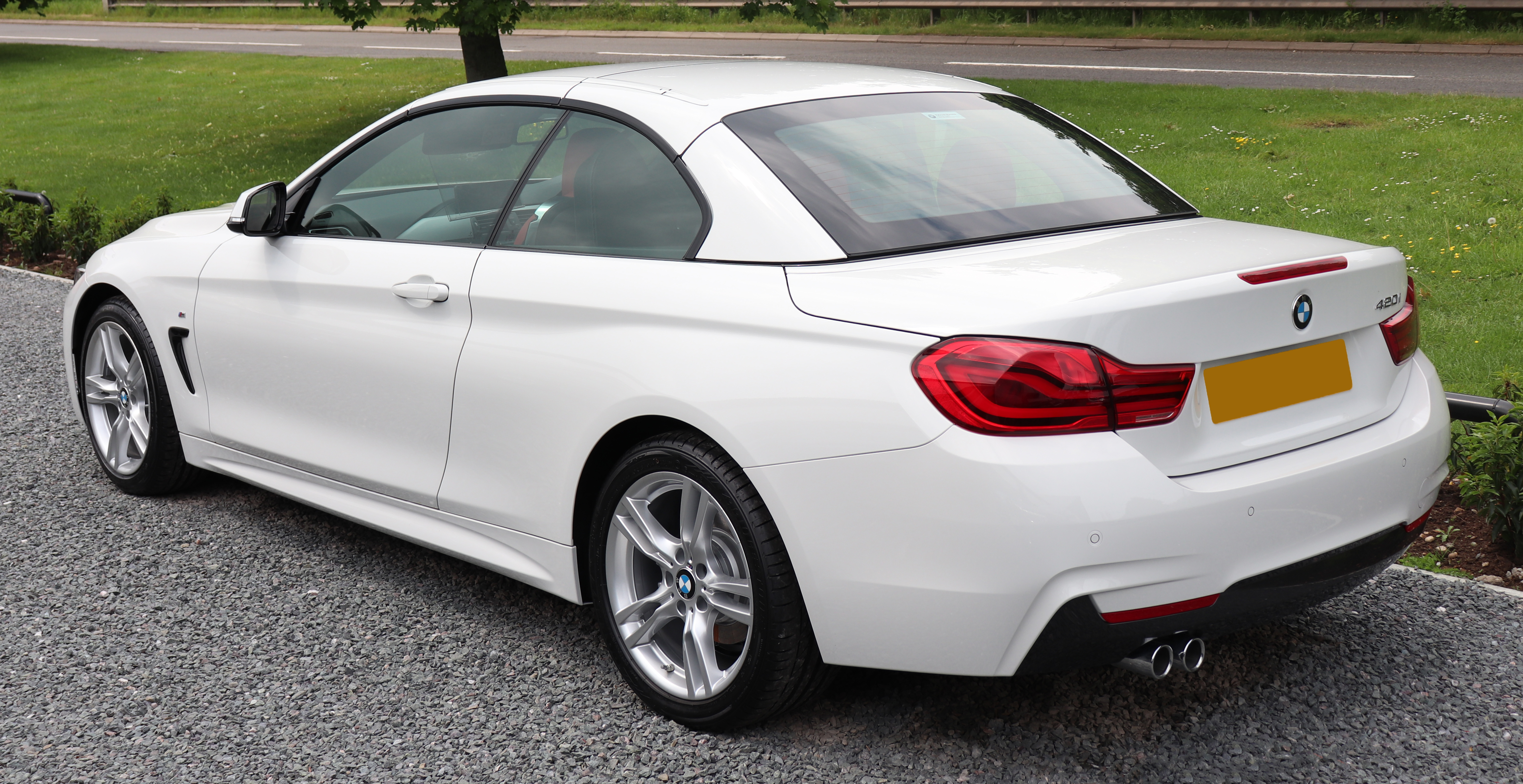
Кабріолет після рестайлінгу
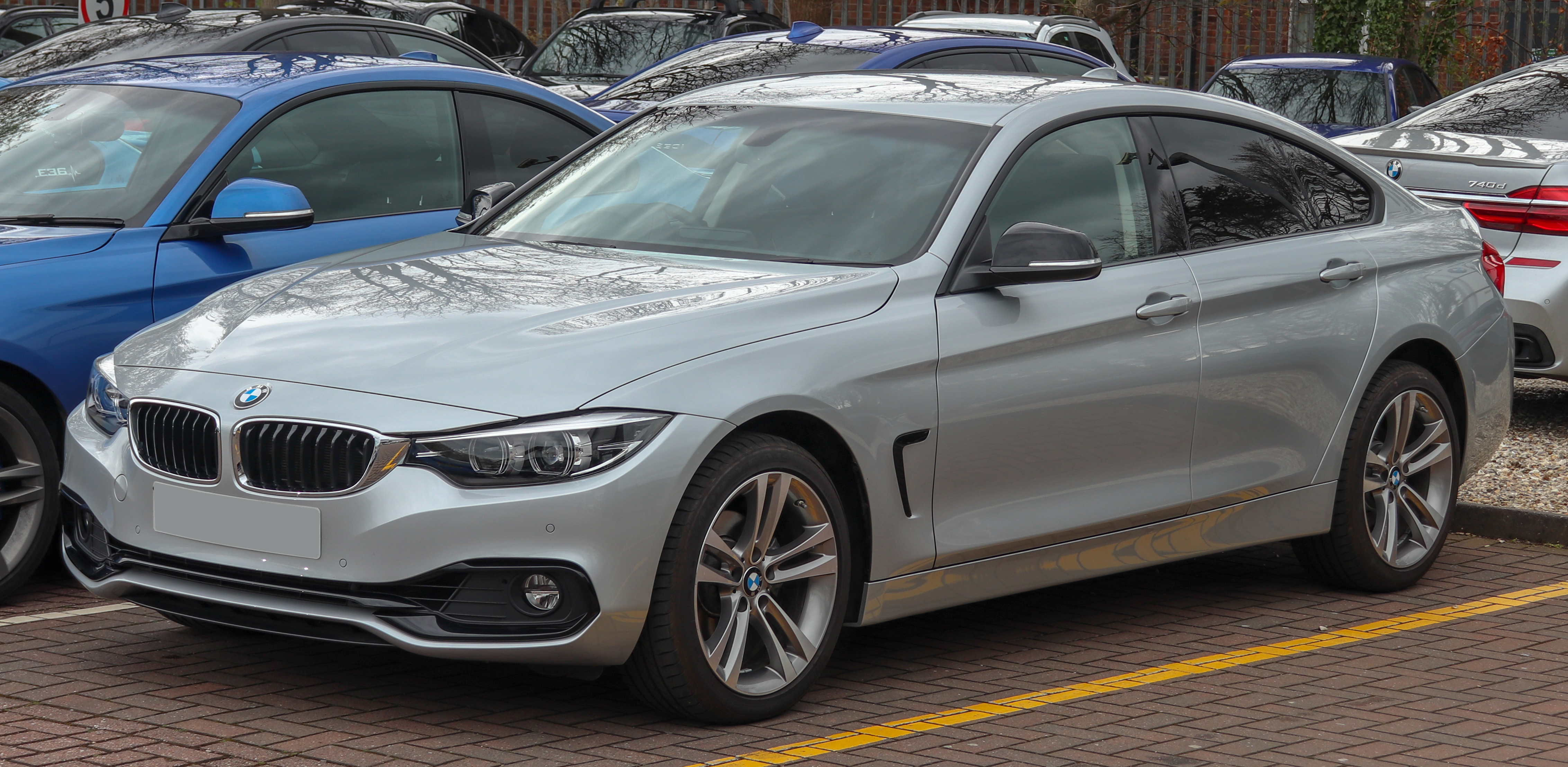
Гран-купе після рестайлінгу

## Motorsport

### Туристський автомобіль M4 DTM

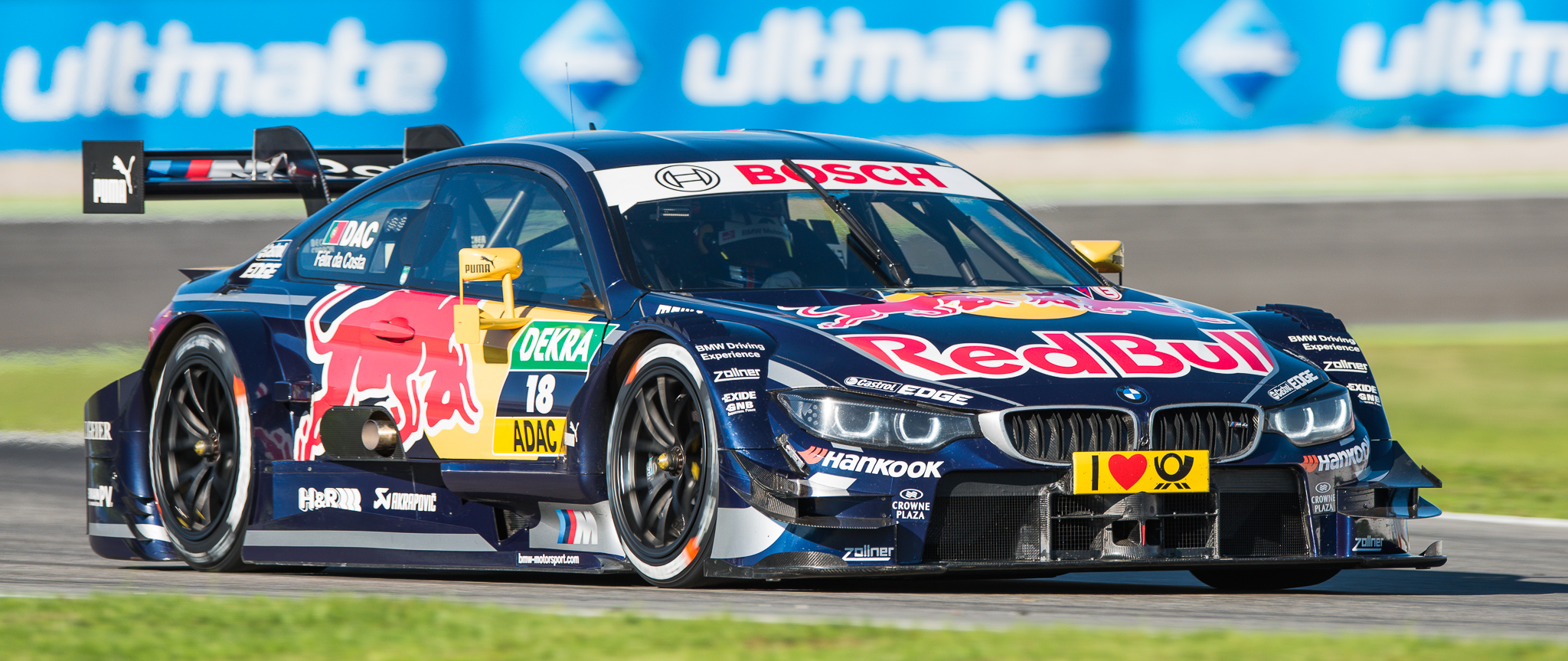
BMW M4 DTM

M4 DTM був розроблений у 2013 році для заміни E92 M3 DTM, який бере участь у гонках DTM з 2014 року по теперішній час. Він був розроблений головним інженером BMW Домініком Харлоу та представлений під час офіційних випробувань ITR у Будапешті. Наприкінці сезону 2013 року BMW M3 DTM замінив M4 DTM.
У своєму дебютному сезоні 2014 року Марко Віттманн виграв чемпіонат серед водіїв у M4, а команда RMG виграла командний чемпіонат. У сезоні 2016 року Марко Віттман знову виграв чемпіонат серед пілотів у M4.

### Автомобіль безпеки M4 DTM
M4 використовувався як автомобіль безпеки в гонках DTM з 2014 року по теперішній час. Автомобіль безпеки M4 DTM оснащений гоночними сидіннями Recaro, поперечною дугою, капотом із замком для автоспорту, світлодіодними ліхтарями на даху та світлодіодними ліхтарями на передньому бампері.

### Автомобіль безпеки M4 MotoGP
M4 використовувався як автомобіль безпеки в гонках MotoGP з 2014 року по теперішній час. Автомобіль був представлений на мотоциклетному Гран-прі Катару 2014 року. Він оснащений гоночними сидіннями Recaro, поперечною дугою, капотом із автоспортивним замком, світлодіодними ліхтарями на даху та передньому бампері, головним вимикачем електрики на капоті, демонтажним заднім сидінням, системою паливного насоса, вогнегасником і дисплеєм змагань на кермі.

## Обсяги виробництва
Купе F32 і купе F82 M4 виробляються в Мюнхені. З початком виробництва в липні 2013 року. Кабріолет F33 виробляється в Регенсбурзі з листопада 2013 року. F36 Gran Coupé виробляється в Дінгольфінгу.
Нижче наведено дані про виробництво серії 4:
| Рік      | Виробництво штук |
| -------- | ---------------- |
| 2013 рік | 14 763           |
| 2014 рік | 119 580          |
| 2015 рік | 152 390          |
| 2016 рік | 133,272          |
| 2017 рік | 133,104          |
| 2018 рік | 109 887          |